# Maison de Jelačić
Cette page explique l’histoire ou répertorie les différents membres de la famille Jelačić.
La maison des Jelačić Bužimski est une très ancienne maison féodale croate, issue de la lignée des Belopavlomiric, et dont plusieurs branches sont issues et existent aujourd'hui encore.

## Histoire
Selon l'historien R. Lopasic, les Jelacic sont originaires de la région de Bihac. Lors de l'invasion turque, ils quittèrent cette région pour Letovanic, XVIIe siècle, où ils changèrent leur nom en Buzinski, en référence à leur propriété de Buzin à Turovo Polje .
Les recherches généalogiques ont permis de remonter jusqu'à Antonius Jelacic, qui vivait dans la seconde moitié du XVe siècle.
Auparavant, on trouve des traces en Herzegovine, où un Stanoje Jellacsics fut nommé capitaine à Klis le 2 février 1388. Le 2 mai 1390 à Sutjeska, le roi Tvrtko partagea le territoire de Split. Les bénéficiaires furent Triphon Aulae Prothorestarius, Michel de Ragusio electus Tinniensis (également évêque de Knin), Comes Stanoje Jelašic et Vladoje Logogetha.Cependant,aucun lien n'a pu être établi entre ce Jellacsics et le reste de la famille.
Paulus Jelacic, fils d'Antonius, reçut en 1515 du roi Vladislaus II Jaguellon, des terres situées sur la rive droite de la rivière Kupa,près de Lasinje. Cet endroit était connu sous le nom de "Jelacicevo selo". Les Jelacic le quittèrent après 1568.
En 1627, un récit de duel entre seigneurs croates et turcs mentionne un Vuk Jelacic, capitaine à Letovanic (Ratkay : Memoriae regnum et banorim - Vitezovic, kronika hrvatska). Ce village est situé sur la rive gauche de la rivière Kupa.
Le nom complet, du moins pour une partie de la famille, est Jelacic de Buzim(Jelacic od Buzima).Cette dénomination apparait dans les écrits pour Franz (1746 - 1810) et son fils Josip (1801 - 1859, ban de Croatie). Il s'agirait du village de Buzim situé dans la région de Lika, à une dizaine de kilomètres de Gospic.
Au cours de l'histoire, des Jelacic ont quitté la Croatie : pour la Hongrie en 1609, pour la Russie en 1740. Après le premier conflit mondial, l'émigration a été accentuée. Des Jelacic sont partis dans les différents pays d'Europe, en Amérique du Nord et du Sud, en Chine, en Australie, créant ainsi de nouvelles branches. L'orthographe du nom a aussi évolué, en s'adaptant aux langues de ces pays : la version croate - Jelacic -, a été déclinée en Jelachich, Jellachich, Jellatchitch ou Iellatchitch, sans oublier la version cyrillique.

### La branche russe
En 1740, Saint-Pétersbourg est un vaste chantier. La ville a été fondée trente sept ans plus tôt dans l'embouchure de la Néva par le Tsar Pierre 1er dit "Pierre le Grand" et est devenue la nouvelle capitale de l'empire russe. Le Tsar souhaitait ainsi ouvrir  la Russie à l'Occident. Cependant, depuis la mort de  en 1725, "le pays semble complètement absorbé par les luttes continuelles pour le pouvoir entre des prétendants incapables, par l'ascension et la chute, indéfiniment répétées, de non moins déplorables favoris, par des intrigues de cours de toute espèce, la terreur policière de Biron" '(Michael T. Florinsky, 1894-?, économiste et historien américain d'origine russe)'. De 1730 à 1740, l'impératrice Anne, nièce de Pierre le Grand, occupe le trône de Russie. Son règne est présenté traditionnellement comme une période dominée par des favoris allemands, qualifiés de "parti allemand". Fin 1741, Elizabeth, fille du Tsar Pierre le Grand, poussée les partisans d'un pouvoir dans des mains russes, renversa le jeune Tsar Ivan VI (un bébé de quelques mois, un arrière petit neveu de Pierre le Grand) qui succéda à Anne et devint ainsi la Tsarine Elizabeth.
C'est dans ce climat que, vers 1740, Franz-Luka Jelacic arrive à Saint Pétersbourg. Il semble qu'il ait voulu échapper à une carrière ecclésiastique, et il a ainsi tenté sa chance dans cette Russie qui s'ouvrait à l'Occident.
Franz-Luka, son fils et ses petits enfants restèrent catholiques et résidèrent dans la partie occidentale de la Russie, à Saint Pétersbourg ou dans les pays baltes annexés. C'est son dernier petit-fils, Franz-Leopold, qui franchit le pas de l'intégration en épousant une Russe et en se convertissant à l'orthodoxie. Franz-Luka fit naître la branche russe, Franz-Leopold l'enracina. Tous les Jelacic russe descendent de Franz-Leopold et  vécurent en Russie jusqu'aux révolutions de 1917.
Le leader croate Stjepan Radic (connu Evgueni) est un des petits fils de Franz Leopold. Il écrivit un article dans le journal "Hrvatsko Kolo" en 1909 : "Ruska grana  nasih Jelacica" ("La branche russe de nos Jelacic")
Les évènements à partir de 1914 brisèrent la branche russe. Certains périrent pendant la  ou la guerre civile, certains restèrent et furent victimes des tribunaux révolutionnaires ou des purges staliniennes,   enfin d'autres purent quitter la Russie et connurent des fortunes diverses. Les descendants de ces-derniers vivent aujourd'hui principalement en France, Grande-Bretagne et en Australie où de nouvelles branches de la famille ont pris racine.

## Membres notables de la famille
- Franjo Jelačić (1746-1810), général autrichien ;
- Josip Jelačić Bužimski (1801-1859), fils du précédent, général autrichien et homme d'État croate.

### Galerie de portraits

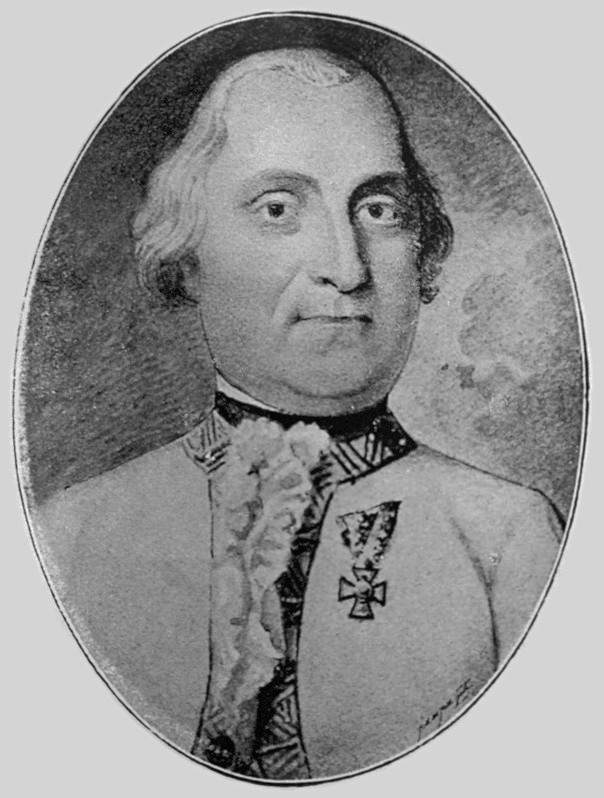
Franjo Jelačić (1746-1810)
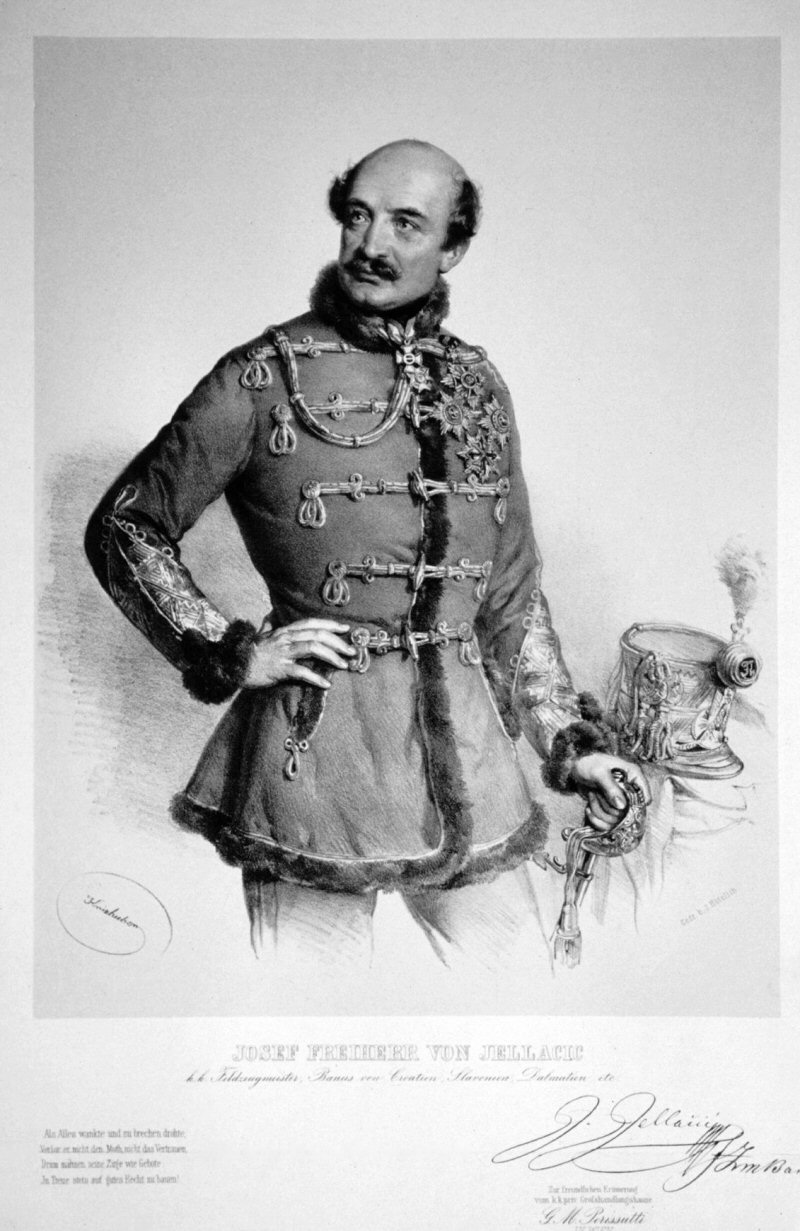
Josip Jelačić (1801-1859)
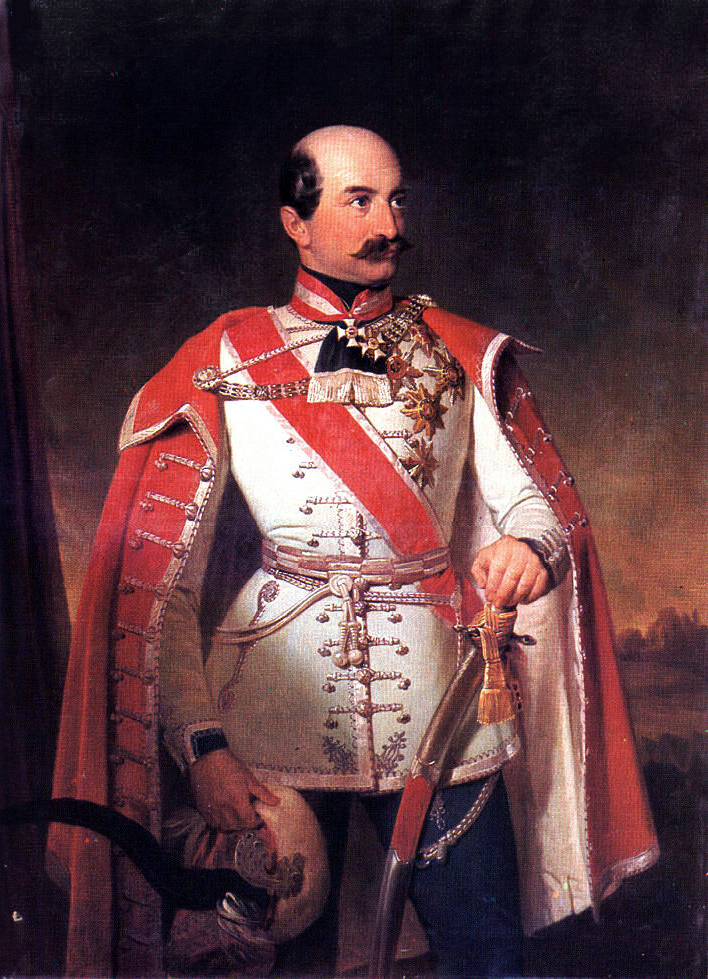
Portrait du ban Josip Jelačić (par Ivan Zasche).
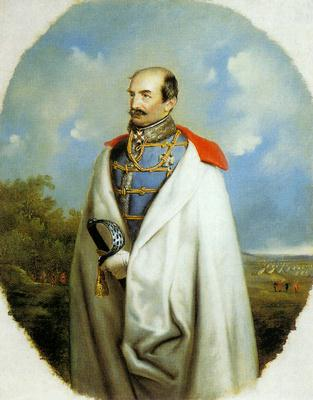
Le général Josip Jelačić.
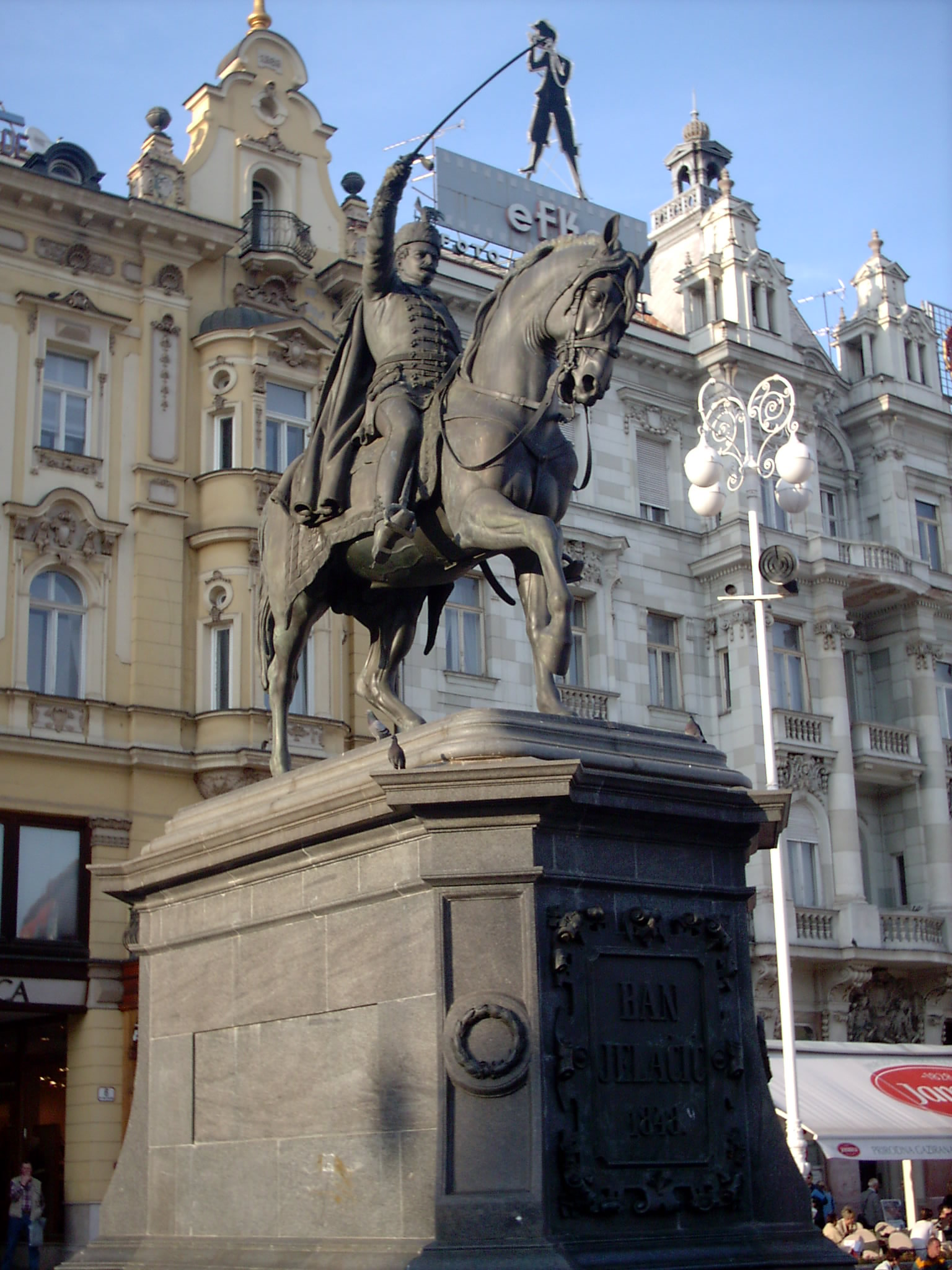
Statue équestre représentant Josip Jelačić (Zagreb).

## Arbre généalogique descendant

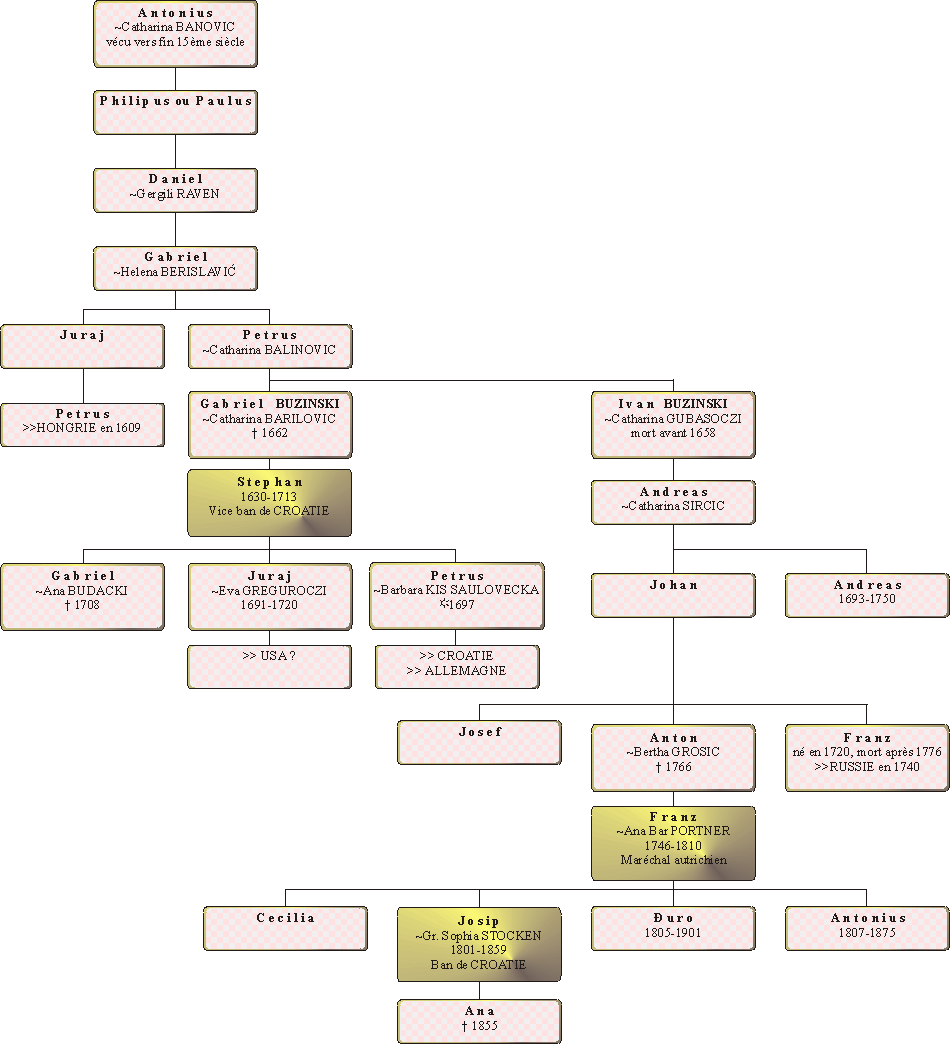
arbre généalogie Jelacic

## Titres
La famille Jelačić est une maison noble et les descendants de la branche russe de cette maison (la plus proche de celle du Ban) portent le titre de comte.

## Armoiries
| Image | Blasonnement |
| ----- | --- |
|       | Armes des Jelačić les armes de la famille Jelačić sont : Le blason est de gueule avec une terrasse de sinople chargée de deux têtes de Turc, sur la terrasse s'appuient deux lions d'or couronnés gueule ouverte affrontés tenant dans leurs pattes avant une épée qui s'appuie sur la terrasse sur laquelle une tête de Turc est planté. Au-dessus du blason est placé un heaume fermé avec une couronne nobiliaire, sur cette couronne, une moitié de lion couronné d'or tient dans sa patte senestre une pomme impériale rehaussée d'une croix d'or et derrière ce lion un vol de gueule superposé d'azur est placé, et dans sa patte dextre un sabre. Le casque est orné à partir du sommet de lambrequins de gueules et d'argent à senestre et de l'autre d'azur et d'or à dextre. |

### Galerie de différentes armes de la famille

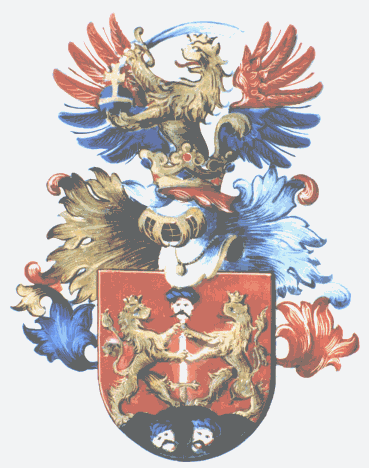
Armoiries de la famille Jelačić
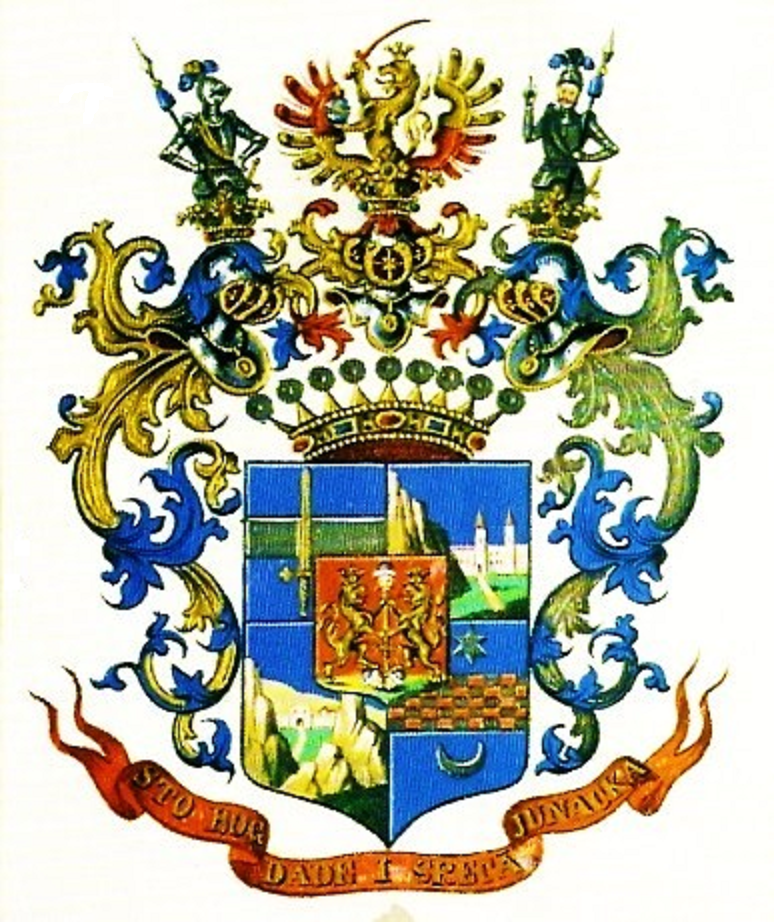
Armoiries du Josip Jelačić comte de Buzim
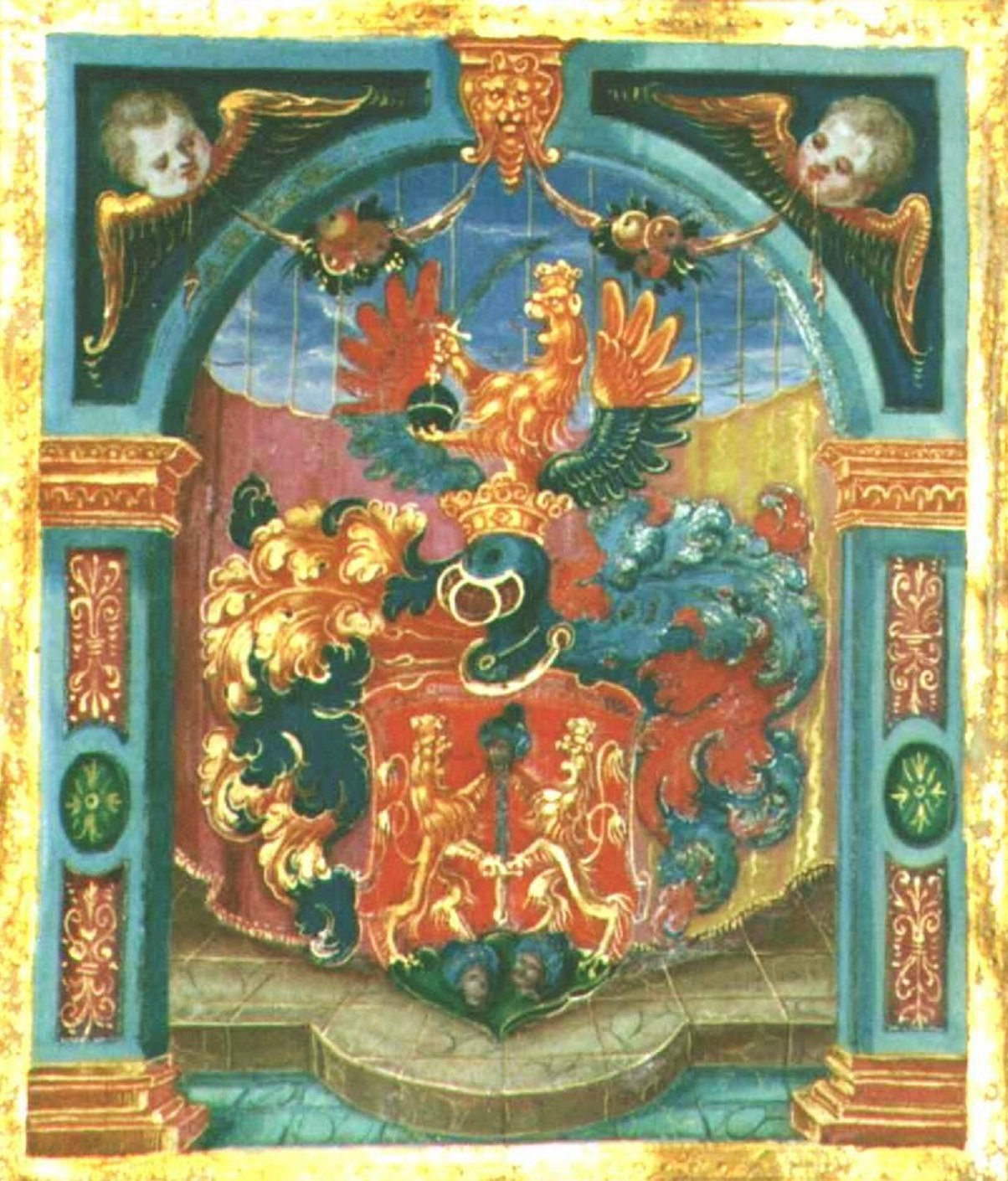
Armoiries de la famille Jelačić représentées sur la seconde confirmation de noblesse (1614)
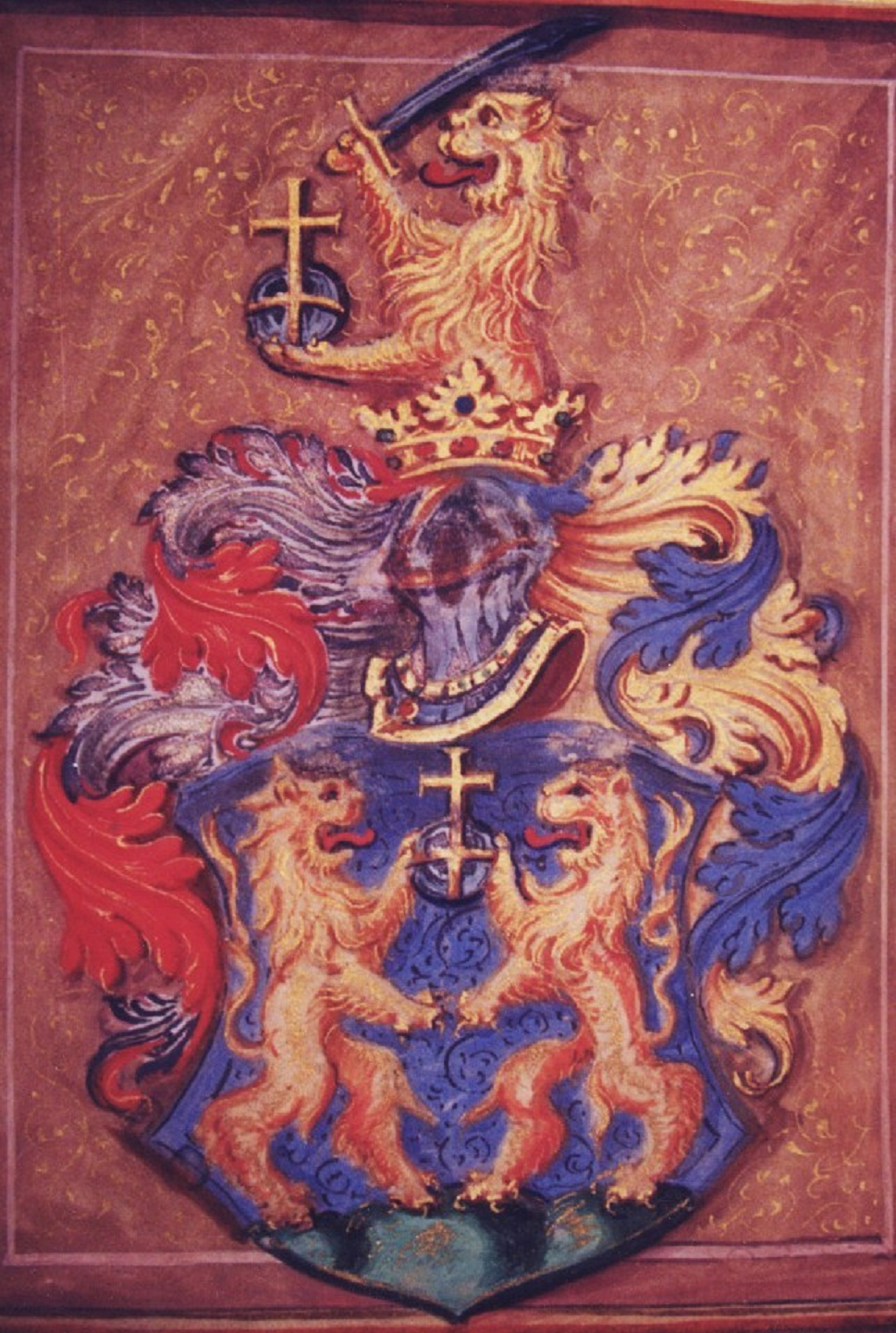
Armoiries de la famille Jelačić représentées sur la première confirmation de noblesse (1579)
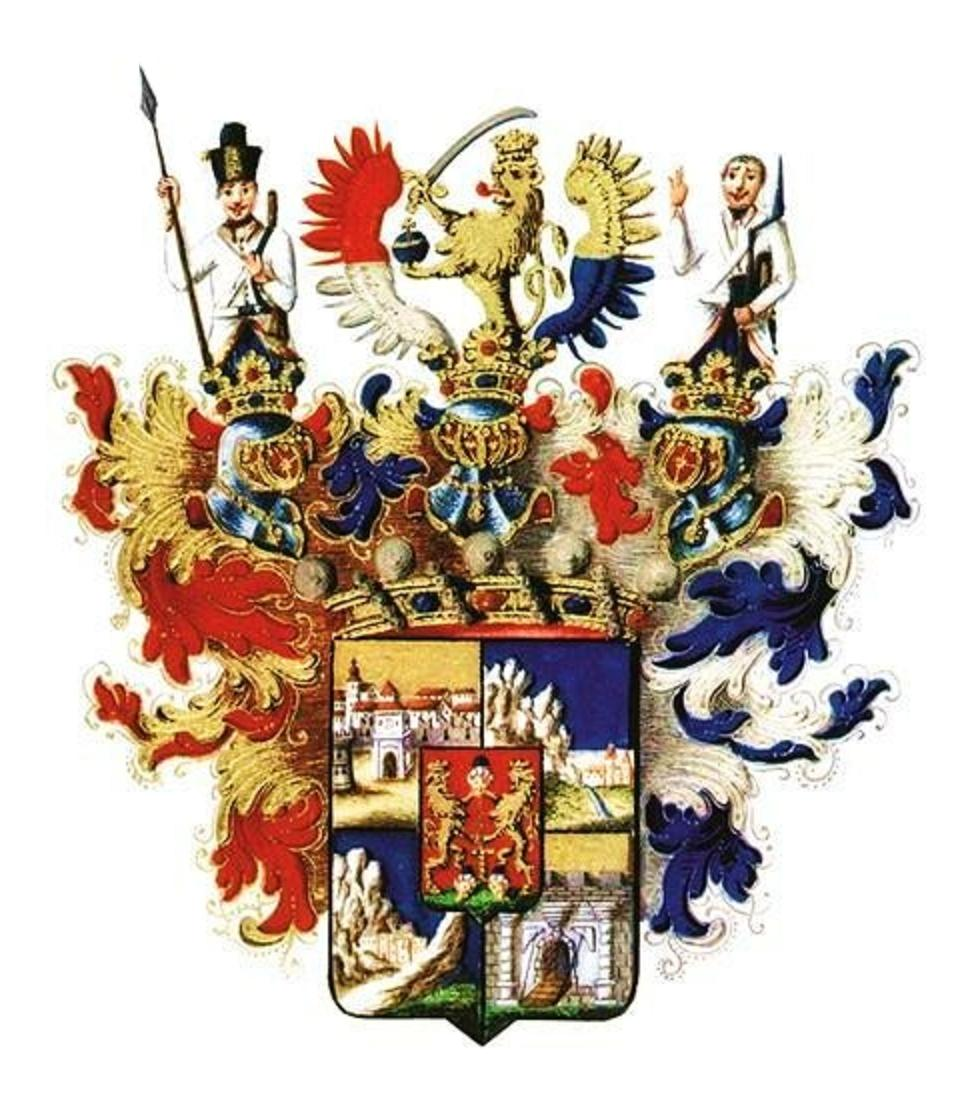
Armoiries du Josip Jelačić baron de Buzim